# Geleitzug PQ 6
Der Geleitzug PQ 6 war ein alliierter Nordmeergeleitzug, der im Dezember 1941 im isländischen Hvalfjörður zusammengestellt wurde und kriegswichtige Güter in das sowjetische Murmansk brachte. Die Alliierten erlitten keine Verluste.

## Zusammensetzung und Sicherung

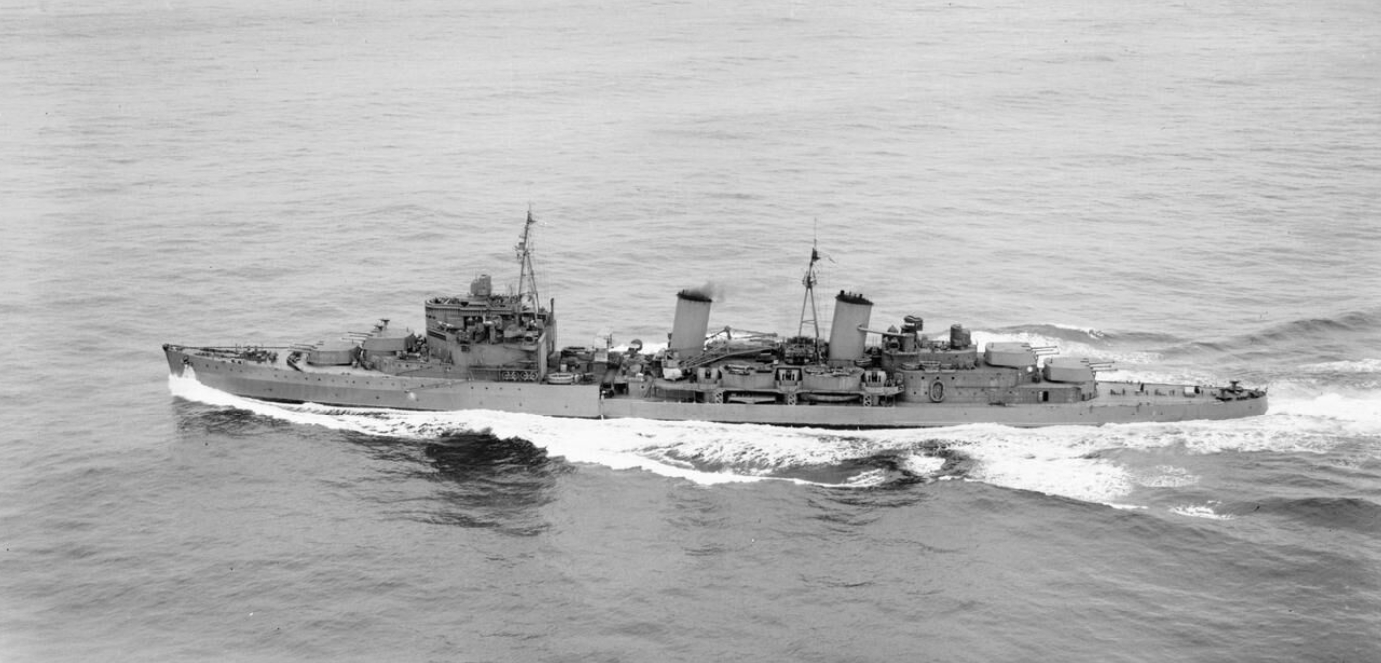
Kreuzer HMS Edinburgh

Der Geleitzug PQ 6 setzte sich aus sieben Frachtschiffen zusammen. Am 8. Dezember 1941 verließen sie Hvalfjörður (Lage) in Richtung Murmansk (Lage). Kommodore des Konvois war der Kapitän der Elona. Bis zum 12. Dezember übernahmen drei Trawler die Sicherung des Konvois. Anschließend eskortierten der Kreuzer Edinburgh und die Zerstörer Echo und Escapade die Frachter. Kurz vor dem Ziel übernahmen zusätzlich die örtlichen Sicherungskräfte, bestehend aus den Minensuchern Hazard und Speedy, die Sicherung.
| Name         | Typ            | Flagge                 | Vermessung in BRT | Verbleib                           |
| ------------ | -------------- | ---------------------- | ----------------- | ---------------------------------- |
| Dekabrist    | Frachter       | Sowjetunion            | 7363              | erreichte am 20. Dezember Murmansk |
| El Oceano    | Frachter       | Panama                 | 6767              | erreichte am 20. Dezember Murmansk |
| Elona        | Frachter       | Vereinigtes Königreich | 6192              | erreichte am 20. Dezember Murmansk |
| Empire Mavis | Frachter       | Vereinigtes Königreich | 5704              | erreichte am 20. Dezember Murmansk |
| Explorer     | Frachter       | Vereinigtes Königreich | 6235              | erreichte am 20. Dezember Murmansk |
| Mirlo        | Frachter       | Norwegen               | 7455              | erreichte am 20. Dezember Murmansk |
| Mount Evans  | Frachter       | Panama                 | 5598              | erreichte am 20. Dezember Murmansk |
| Zamalek      | Rettungsschiff | Vereinigtes Königreich | 1567              | kehrte nach Reykjavík zurück       |

## Verlauf
Die Deutschen sichteten den Geleitzug nicht. Lediglich die lokalen Sicherungsfahrzeuge, die Minensucher HMS Hazard und HMS Speedy hatten bei der Anfahrt zum PQ 6 Kontakt mit der deutschen 8. Zerstörerflottille. Bestehend aus den Zerstörern Z 23, Z 24, Z 25 und Z 27 griffen sie etwa 14 sm nördlich Kap Gorodetsky die beiden britischen Minensucher an. Die HMS Speedy entkam mit vier Treffern, während die HMS Hazard unbeschädigt blieb. Am 20. Dezember erreichte der Geleitzug ohne Verluste Murmansk. Fünf Frachter liefen zusammen mit einem Eisbrecher weiter in Richtung Archangelsk. Sie blieben jedoch am 23. Dezember bei Molotowsk im Eis stecken und mussten dort überwintern.